# Холлс, Энтони
Энтони Фредерик Холлс (англ. Anthony Frederick Holles; род. 8 февраля 1939 года, Ливерпуль) — британский фигурист, выступавший в парном разряде. В паре с Джойс Коутс, он — двукратный бронзовый призёр чемпионатов Европы, четырёхкратный чемпион Великобритании, чемпион мира среди профессионалов 1962.

## Результаты выступлений
| Соревнования              | 1956 | 1957 | 1958 | 1959 |
| ------------------------- | ---- | ---- | ---- | ---- |
| Зимние Олимпийские игры   | 10   |      |      |      |
| Чемпионаты мира           | 7    | 5    | 4    |      |
| Чемпионаты Европы         | 4    | 5    | 3    | 3    |
| Чемпионаты Великобритании | 1    | 1    | 1    | 1    |